# Laemophloeus insignior
Laemophloeus insignior là một loài bọ cánh cứng trong họ Laemophloeidae. Loài này được Blackburn miêu tả khoa học năm 1908.